# Curtis Armstrong
Curtis Armstrong (Detroit, 27 novembre 1953) è un attore statunitense.

## Biografia
Ottiene la notorietà grazie ai suoi ruoli cinematografici, a cominciare dal suo esordio in Risky Business - Fuori i vecchi... i figli ballano (1983) di Paul Brickman, in cui recita al fianco di Tom Cruise. Nel 1984 diventa uno dei protagonisti del film La rivincita dei nerds, nella parte di Dudley Dawson, ruolo che ricopre anche nei sequel La rivincita dei nerds II (1987), La rivincita dei nerds III (1992) e La rivincita dei nerds IV (1994). Dal 1986 al 1989 interpreta il ruolo di Herbert Viola nella popolare serie televisiva Moonlighting. Nel 2001 è uno dei protagonisti della serie televisiva The Chronicle, interpretando il ruolo di Sal; la serie viene cancellata dopo una sola stagione.
Nel corso della sua carriera prende parte a numerose altre serie televisive quali Ghost Whisperer - Presenze, Reaper - In missione per il Diavolo, I maghi di Waverly, iCarly, Psych, My Name Is Earl, Dr. House - Medical Division, The Riches, CSI - Scena del crimine, Blue Mountain State, Crossing Jordan, The Closer e New Girl. Nel 2006 recita al fianco di Dwayne Johnson nel film di Richard Kelly Southland Tales - Così finisce il mondo. A partire dal 2013 prende parte come personaggio ricorrente alla serie televisiva Supernatural, interpretando il ruolo del malvagio angelo Metatron fino al 2016. Nel 2017 pubblica un'autobiografia dal titolo Revenge of the Nerd: Or... The Singular Adventures of the Man Who Would Be Booger.

## Vita privata
È sposato dal 1994 con la sceneggiatrice Elaine Aronson, da cui ha avuto una figlia (1996).

## Filmografia

### Cinema
- Risky Business - Fuori i vecchi... i figli ballano (Risky Business), regia di Paul Brickman (1983)
- La rivincita dei nerds (Revenge of the Nerds), regia di Jeff Kanew (1984)
- Sapore di hamburger (Better Off Dead), regia di Savage Steve Holland (1985)
- Facoltà di medicina (Bad Medicine), regia di Harvey Miller (1985)
- Cro Magnon: odissea nella preistoria (The Clan of the Cave Bear), regia di Michael Chapman (1986)
- Una folle estate (One Crazy Summer), regia di Savage Steve Holland (1986)
- La rivincita dei nerds II (Revenge of the Nerds: Nerds in Paradise), regia di Joe Roth (1987)
- Commissione d'esame (How I Got Into College), regia di Savage Steve Holland (1989)
- La rivincita dei nerds III (Revenge of the Nerds: The Next Generation), regia di Roland Mesa (1992)
- Le avventure di Huck Finn (The Adventures of Huck Finn), regia di Stephen Sommers (1993)
- Public Enemy #2, regia di David Jablin (1993)
- La rivincita dei nerds IV (Revenge of the Nerds IV: Nerds in Love), regia di Steve Zacharias (1994)
- Il grande bullo (Big Bully), regia di Steve Miner (1996)
- Spia e lascia spiare (Spy Hard), regia di Rick Friedberg (1996)
- Una promessa è una promessa (Jingle All the Way), regia di Brian Levant (1996)
- Border to Border, regia di Thomas Whelan (1998)
- Maial College (Van Wilder), regia di Walt Becker (2002)
- Quigley, regia di William Byron Hillman (2003)
- Ho incontrato Jimi Hendrix (My Dinner with Jimi), regia di Bill Fishman (2003)
- Supereroi per caso: Le disavventure di Batman e Robin, regia di Paul A. Kaufman (2003)
- The Bar, regia di Richard Warren Stern (2003)
- Ray, regia di Taylor Hackford (2004)
- Palle al balzo - Dodgeball (DodgeBall: A True Underdog Story), regia di Rawson Marshall Thurber (2004)
- Irish Eyes - Vendetta di sangue (Vendetta: No Conscience, No Mercy), regia di Daniel McCarthy (2004)
- The Seat Filler, regia di Nick Castle (2004)
- L'uomo di casa (Man of the House), regia di Stephen Herek (2005)
- Greener Mountains, regia di Lee Shallat Chemel (2005)
- Pucked, regia di Arthur Hiller (2006)
- Una parola per un sogno (Akeelah and the Bee), regia di Doug Atchison (2006)
- Southland Tales - Così finisce il mondo (Southland Tales), regia di Richard Kelly (2006)
- Smokin' Aces, regia di Joe Carnahan (2006)
- Route 30, regia di John Putch (2007)
- Moola, regia di Don Most (2007)
- Beer for My Horses, regia di Michael Salomon (2008)
- Foreign Exchange, regia di Danny Roth (2008)
- Ratko: The Dictator's Son, regia di Savage Steve Holland (2009)
- American Pie presenta: Il manuale del sesso (American Pie Presents: The Book of Love), regia di John Putch (2009)
- The Gold Retrievers, regia di James D.R. Hickox (2009)
- High School, regia di John Stalberg, Jr. (2010)
- Darnell Dawkins: Mouth Guitar Legend, regia di Clayne Crawford (2010)
- Le regole della truffa (Flypaper), regia di Rob Minkoff (2011)
- Bucky Larson: Born to Be a Star, regia di Tom Brady (2011)
- Hit List, regia di Minh Collins (2011)
- Sparkle - La luce del successo (Sparkle), regia di Salim Akil (2012)
- Route 30, Too!, regia di John Putch (2012)
- Locker 13, regia di Bruce Dellis e Jason Marsden (2014)
- Planes 2 - Missione antincendio (Planes: Fire & Rescue) (2014) - voce

### Televisione
- Moonlighting - serie TV, 37 episodi (1985-1989)
- Grand - serie TV, episodio 2x04 (1990)
- Murphy Brown - serie TV, episodio 3x08 (1990)
- Al diavolo mio marito! (Hi Honey, I'm Dead) - film TV, regia di Alan Myerson (1991)
- Mann & Machine - serie TV, episodio 1x04 (1992)
- ABC Weekend Specials - serie TV, episodio 13x02 (1993)
- Sirens - serie TV, episodio 1x13 (1993)
- Girovagando nel passato (A.J.'s Time Travelers) - serie TV, episodio 1x09 (1995)
- Cybill - serie TV, episodio 1x02 (1995)
- M.A.N.T.I.S. - serie TV, episodio 1x19 (1995)
- Lois & Clark - Le nuove avventure di Superman (Lois & Clark: The New Adventures of Superman) - serie TV, episodio 2x17 (1995)
- Dream On - serie TV, episodio 6x16 (1995)
- Un detective in corsia (Diagnosis: Murder) - serie TV, episodio 3x03 (1995)
- Ellen - serie TV, episodio 4x01 (1996)
- Susan - serie TV, 1x04 (1996)
- L.A. Johns - film TV, regia di Joyce Chopra (1997)
- The Hunger - serie TV, episodio 1x06 (1997)
- Elvis Meets Nixon - film TV, regia di Allan Arkush (1997)
- Alright Already - serie TV, episodio 1x04 (1997)
- The Secret Diary of Desmond Pfeiffer - serie TV, episodio 1x02 (1998)
- Safety Patrol - film TV, regia di Savage Steve Holland (1998)
- Love Boat - The Next Wave - serie TV, episodio 1x02 (1998)
- Brimstone - serie TV, episodio 1x04 (1998)
- L.A. Doctors - serie TV, episodio 1x15 (1999)
- Felicity - serie TV, episodio 1x20, 1x21 e 1x22 (1999)
- Una famiglia del terzo tipo (3rd Rock from the Sun) - serie TV, episodio 5x01 (1999)
- Ally McBeal - serie TV, episodio 3x11 (2000)
- That '70s Show - serie TV, episodio 3x14 (2001)
- Ed - serie TV, 2x01, 2x13 e 4x03 (2001-2003)
- V.I.P. (Vallery Irons Protection) - serie TV, episodio 4x12 (2002)
- Crossing Jordan - serie TV, episodio 1x17 (2002)
- The Chronicle - serie TV, 14 episodi (2001-2002)
- Il mutante (Project Viper) - film TV, regia di Jim Wynorski (2002)
- Titletown - film TV, regia di Lee Shallat Chemel (2003)
- Supereroi per caso: Le disavventure di Batman e Robin (Return to the Batcave: The Misadventures of Adam and Burt) - film TV, regia Paul A. Kaufman (2003)
- I Finnerty (Grounded for Life) - serie TV, episodio 3x09 (2003)
- Rock Me Baby - serie TV, episodio 1x08 (2003)
- Tales of a Fly on the Wall - film TV, regia di Brian Tochi (2004)
- Joan of Arcadia - serie TV, episodio 1x14 (2004)
- Oliver Beene - serie TV, episodio 2x10 (2004)
- One on One - serie TV, 6 episodi (2004-2005)
- Las Vegas - serie TV, episodio 2x23 (2005)
- Grey's Anatomy - serie TV, episodi 2x10 e 2x11 (2005)
- In Justice - serie TV, episodio 1x01 (2006)
- Boston Legal - serie TV, 5 episodi (2006)
- Ghost Whisperer - Presenze (Ghost Whisperer) - serie TV, episodio 2x17 (2007)
- Nolan - Come diventare un supereroe (Shredderman Rules) - film TV, regia di Savage Steve Holland (2007)
- Standoff - serie TV, episodio 1x16 (2007)
- Reaper - In missione per il Diavolo (Reaper) - serie TV, episodio 1x07 (2007)
- I maghi di Waverly (Wizards of Waverly Place) - serie TV, episodio 1x10 (2008)
- Psych - serie TV, episodio 2x12 (2008)
- iCarly - serie TV, episodio 1x20 (2008)
- The Riches - serie TV, episodio 2x04 (2008)
- The Game - serie TV, 4 episodi (2008-2013)
- My Name Is Earl - serie TV, episodio 4x20 (2009)
- Dr. House - Medical Division (House, M.D.) – serie TV, episodi 6x01-6x02 (2009)
- The Forgotten - serie TV, episodio 1x09 (2009)
- Zeke e Luther (Zeke and Luther) - serie TV, episodio 1x18 (2010)
- Blue Mountain State - serie TV, episodio 1x11 (2010)
- CSI - Scena del crimine (CSI: Crime Scene Investigation) - serie TV, episodio 10x16 (2010)
- Glory Daze - serie TV, episodio 1x04 (2010)
- $h*! My Dad Says - serie TV, episodio 1x12 (2011)
- Curb Your Enthusiasm - serie TV, episodio 8x02 (2011)
- Zeus alla conquista di Halloween (The Dog Who Saved Halloween) - film TV, regia di Peter Sullivan (2011)
- Beethoven - L'avventura di Natale (Beethoven's Christmas Adventure) - film TV, regia di John Putch (2011)
- The Closer - serie TV, 5 episodi (2011)
- Hot in Cleveland - serie TV, episodi 3x12 - 3x13 (2012)
- Scandal - serie TV, episodio 1x03 (2012)
- New Girl - serie TV, 13 episodi (2013-2017)
- Supernatural - serie TV, 15 episodi (2013-2016)
- Bones - serie TV, episodio 8x20 (2013)
- Workaholics - serie TV, episodio 5x10 (2014)
- Differenze d'amore (Bound & Babysitting) - film TV, regia di Savage Steve Holland (2015)
- Cocktails & Dreams - film TV, regia di Mike Upchurch (2015)
- Highston - serie TV, episodio 1x01 (2015)
- Major Crimes - serie TV, 4 episodi (2016)
- Frequency - serie TV, episodio 1x06 (2016)
- MacGyver - serie TV, episodio 2x08 (2017)
- Law & Order - Unità vittime speciali (Law & Order: Special Victims Unit) – serie TV, episodio 21x03 (2019)

## Doppiatori italiani
Nelle versioni in italiano delle opere in cui ha recitato, Curtis Armstrong è stato doppiato da:
- Mino Caprio in Smokin' Aces, I maghi di Waverly, The Closer, Major Crimes
- Marco Guadagno in Risky Business - Fuori i vecchi... i figli ballano, Stumptown
- Claudio Trionfi in La rivincita dei Nerds, La rivincita dei Nerds II
- Gaetano Varcasia in Ray, Supernatural (st. 8)
- Vladimiro Conti in Southland Tales - Così finisce il mondo, Nolan - Come diventare un supereroe
- Sergio Di Giulio in Moonlighting
- Luca Dal Fabbro ne Le avventure di Huck Finn
- Roberto Certomà in Una promessa è una promessa
- Sergio Luzi in The Chronicle
- Sandro Acerbo in Maial College
- Alberto Sette in Supereroi per caso: Le disavventure di Batman e Robin
- Antonio Sanna in Boston Legal
- Roberto Draghetti in Ghost Whisperer - Presenze
- Christian Iansante in Reaper - In missione per il Diavolo
- Luigi Ferraro in Psych
- Diego Sabre in iCarly
- Enzo Avolio in Dr. House - Medical Division
- Oliviero Dinelli in CSI - Scena del crimine
- Nicola Marcucci in Le regole della truffa
- Vittorio Guerrieri in Beethoven - L'avventura di Natale
- Pierluigi Astore in Sparkle - La luce del successo
- Stefano Thermes in New Girl
- Stefano Alessandroni in New Girl (ep. 2x24)
- Mauro Gravina in Supernatural (st. 9-11)
- Francesco Bulckaen in Doom Patrol
- Roberto Stocchi in Law & Order - Unità vittime speciali

Da doppiatori è stato sostituito da:
- Fabrizio Vidale in Robot and Monster
- Mino Caprio in Maggie